# Теодард (епископ Утрехта)
Те́одард (нидерл. Theodard, Thiard) (умер около 790, Утрехт) — епископ Утрехта (около 784 — около 790).

## Биография
Теодард происходил из фризской семьи. С детства предназначенный родителями для церковной жизни, своё образование он получил в школе при кафедральном соборе Утрехта. После получения сана каноника Теодард много времени провёл в родной Фризии, проповедуя здесь христианство всё ещё многочисленным местным язычникам.
Современники ценили Теодарда как большого знатока Священного писания, искусного оратора и скромного в быту человека. За эти качества, после смерти в 784 году святого Альберика, он был избран его преемником, став первым голландцем во главе Утрехтской епархии. О деятельности Теодарда как епископа никаких сведений не сохранилось. Время его понтификата совпало со временем Саксонских войн, в которые в качестве союзников саксов были втянуты и фризы, что значительно осложнило ведение Утрехтской епархией миссионерской деятельности во входившей в её территорию Фризии.
До нашего времени дошла рукопись VI века с текстом истории Тита Ливия, в которой есть запись, сделанная почерком VIII века, о том, что эта книга принадлежала Теодарду Дорестадскому.
Епископ Теодард, занимая кафедру шесть лет, скончался около 790 года и был похоронен в утрехтской церкви Синт-Сальватор. Его преемником был избран Хамакар.